# Crkva Gospe od Utjehe u Pučišćima
Crkva Gospe od Utjehe, crkva na groblju u Pučišćima, zaštićeno kulturno dobro

## Opis dobra
Nastala u 6. stoljeću. Crkva Gospe od Utjehe izvorno je bila posvećena sv. Stjepanu. Ranokršćanska apsida sačuvana je gotovo u cijeloj visini s tri prozora s kamenim tranzenama. Predromaničkom adaptacijom crkva je skraćena, te su pridodani slijepi lukovi za poduporu svoda. U 18. st. augustinci proširuju crkvu gradnjom prostranog broda na zapadu. Južno od današnje crkve sačuvana je ranokršćanska krstionica s križnom piscinom.

## Zaštita
Pod oznakom Z-3826 zavedena je kao nepokretno kulturno dobro - pojedinačno, pravna statusa zaštićena kulturnog dobra, klasificirano kao "sakralna graditeljska baština".